# Margaritopsis nudiflora
Margaritopsis nudiflora là một loài thực vật có hoa trong họ Thiến thảo. Loài này được (Griseb.) K.Schum. mô tả khoa học đầu tiên năm 1891.